# 1766
| 1766                   |
| ---------------------- |
| Dødsfald - Fødsler     |
| • Begivenheder • Musik |

| Gregoriansk kalender | 1766 MDCCLXVI           |
| Ab urbe condita      | 2519                    |
| Armensk kalender     | 1215 ԹՎ ՌՄԺԵ            |
| Kinesiske kalender   | 4462 – 4463 乙酉 – 丙戌 |
| Etiopisk kalender    | 1758 – 1759             |
| Jødisk kalender      | 5526 – 5527             |
| Hindukalendere       |                         |
| - Vikram Samvat      | 1821 – 1822             |
| - Shaka Samvat       | 1688 – 1689             |
| - Kali Yuga          | 4867 – 4868             |
| Iransk kalender      | 1144 – 1145             |
| Islamisk kalender    | 1180 – 1181             |

Konge i Danmark: Frederik 5. 1746-1766 – Christian 7. 1766 – 1808
Se også 1766 (tal)

## Begivenheder
- I Østrig tager Maria Theresia sin søn kejser Josef 2. til medregent, trods deres fundamentale uenighed.
- 8. november vies Christian 7. til sin 15-årige kusine Caroline Mathilde.

## Født
- 17. februar – Thomas Malthus, engelsk økonom. (død 1834).

## Dødsfald
- 1. januar – James Francis Edward Stuart, kaldet "the Old Pretender", som to gange uden held forsøgte at invadere Skotland for at vinde den britiske trone, dør i Rom.
- 14. januar – Frederik 5.
- 25. november – Johann Maria Farina, opfinder Eau de Cologne